# Torii Kiyomasu I.

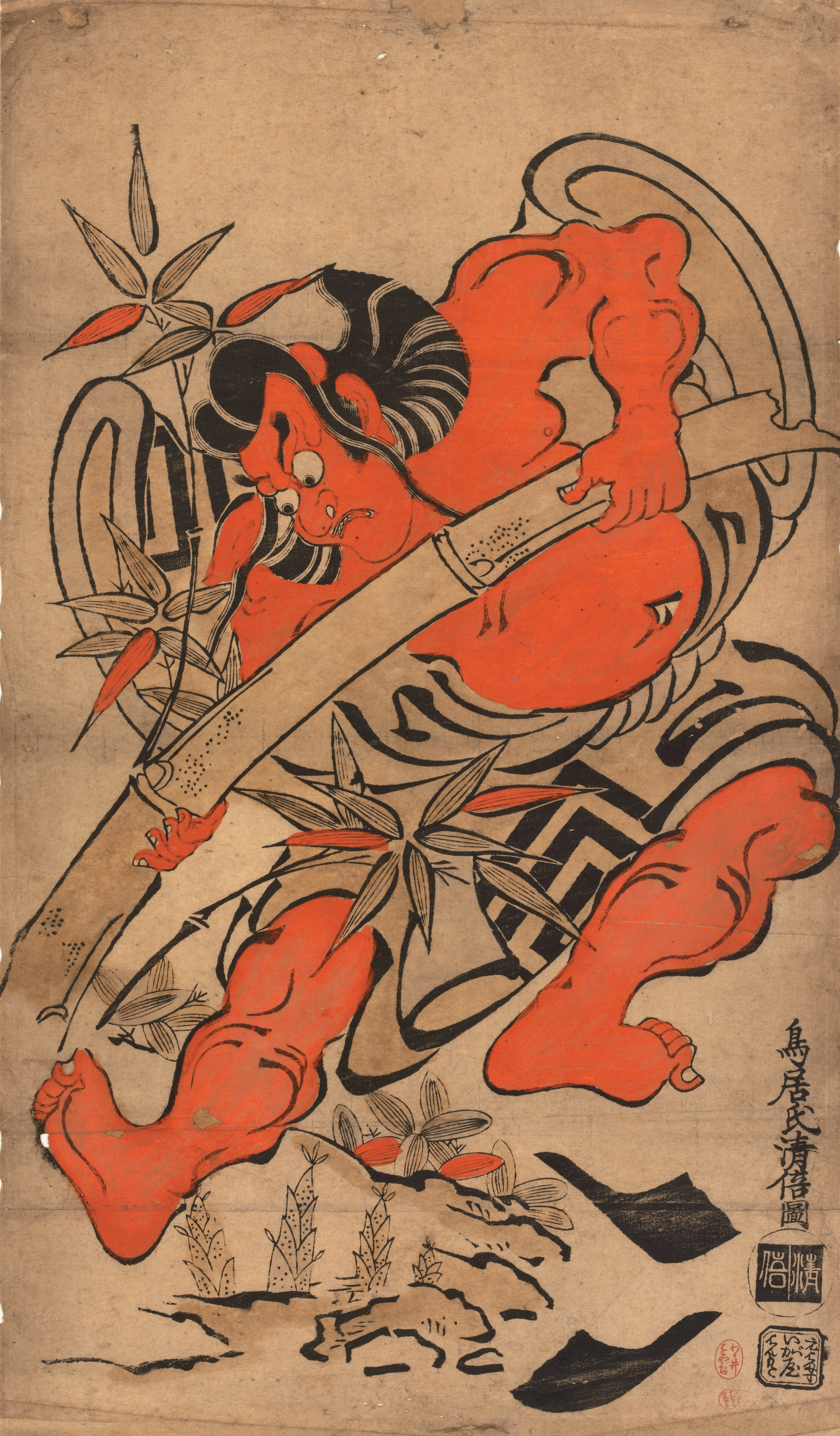
Danjurō als Takenuki Gorō

Torii Kiyomasu (japanisch 鳥居 清倍, Rufname Shōjirō (庄二郎); Lebensdaten unbekannt) war ein japanischer Maler im Ukiyoe-Stil, aktiv  zwischen 1697 und 1722.

## Leben und Werk
Kiyomasu, das zweite Oberhaupt der Torii-Schule, war entweder ein Bruder, ein Sohn oder ein Schüler des Begründers der Schule, Torii Kiyonobu. Er schuf eine Reihe von Drucken mit Kabuki-Schauspielern in ihren spezifischen Rollen, aber auch Drucke schöner Frauen (Bijinga). Dabei arbeitete er mit Kiyonobu zusammen und festigte so den Torii-Stil. Zu seinen besten Drucken gehört der vom Kabuki-Schauspieler Ichikawa Danjurō in der Rolle des Bambus ausreißenden „Takenuki“ (竹抜) Soga Gorō (曽我 五郎). Der Druck zeigt, wie zu dieser Zeit üblich, neben Schwarz nur Zinnober-Rot. Er befindet sich in der Sammlung des Nationalmuseums Tokio.

## Bilder

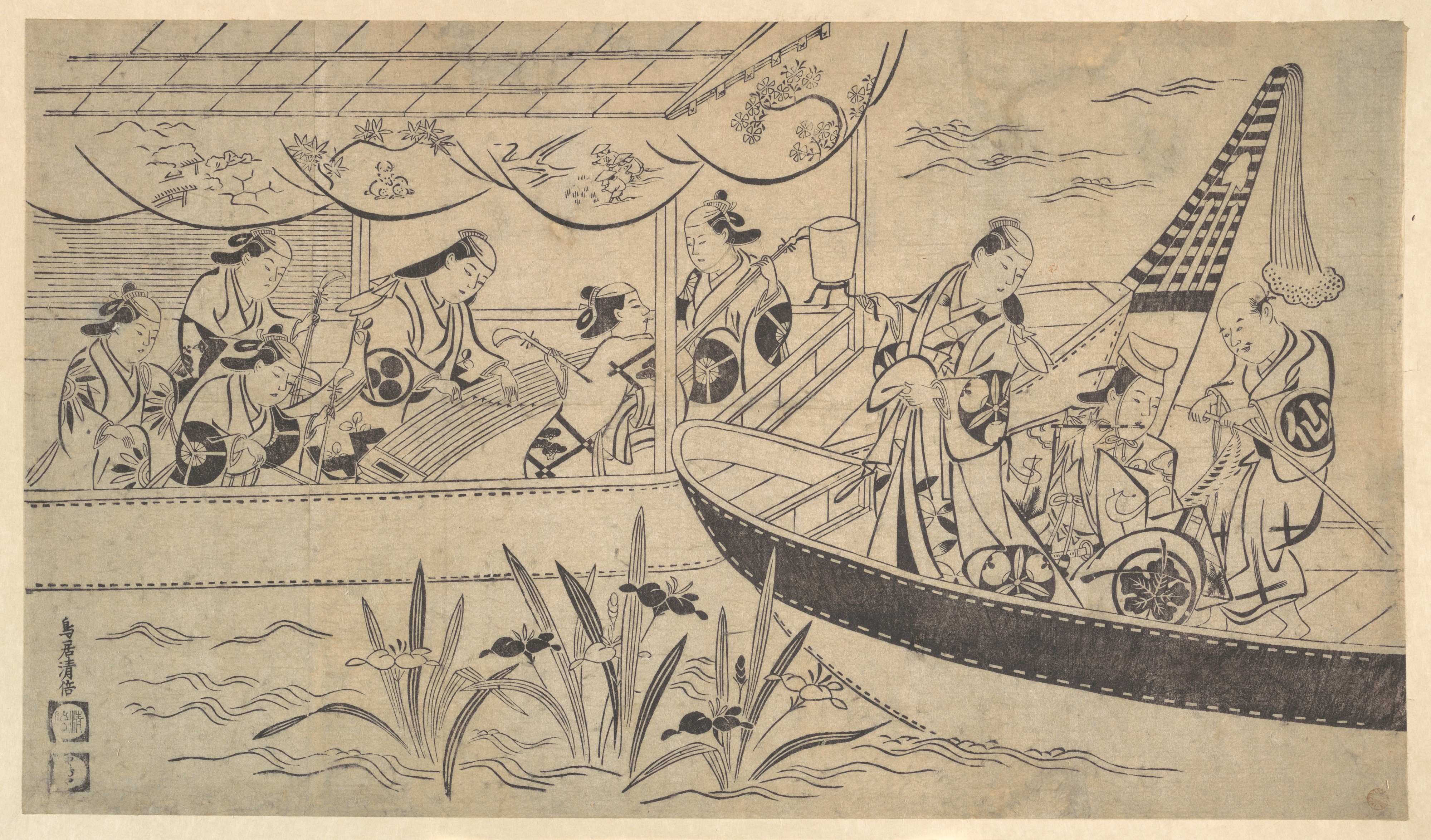
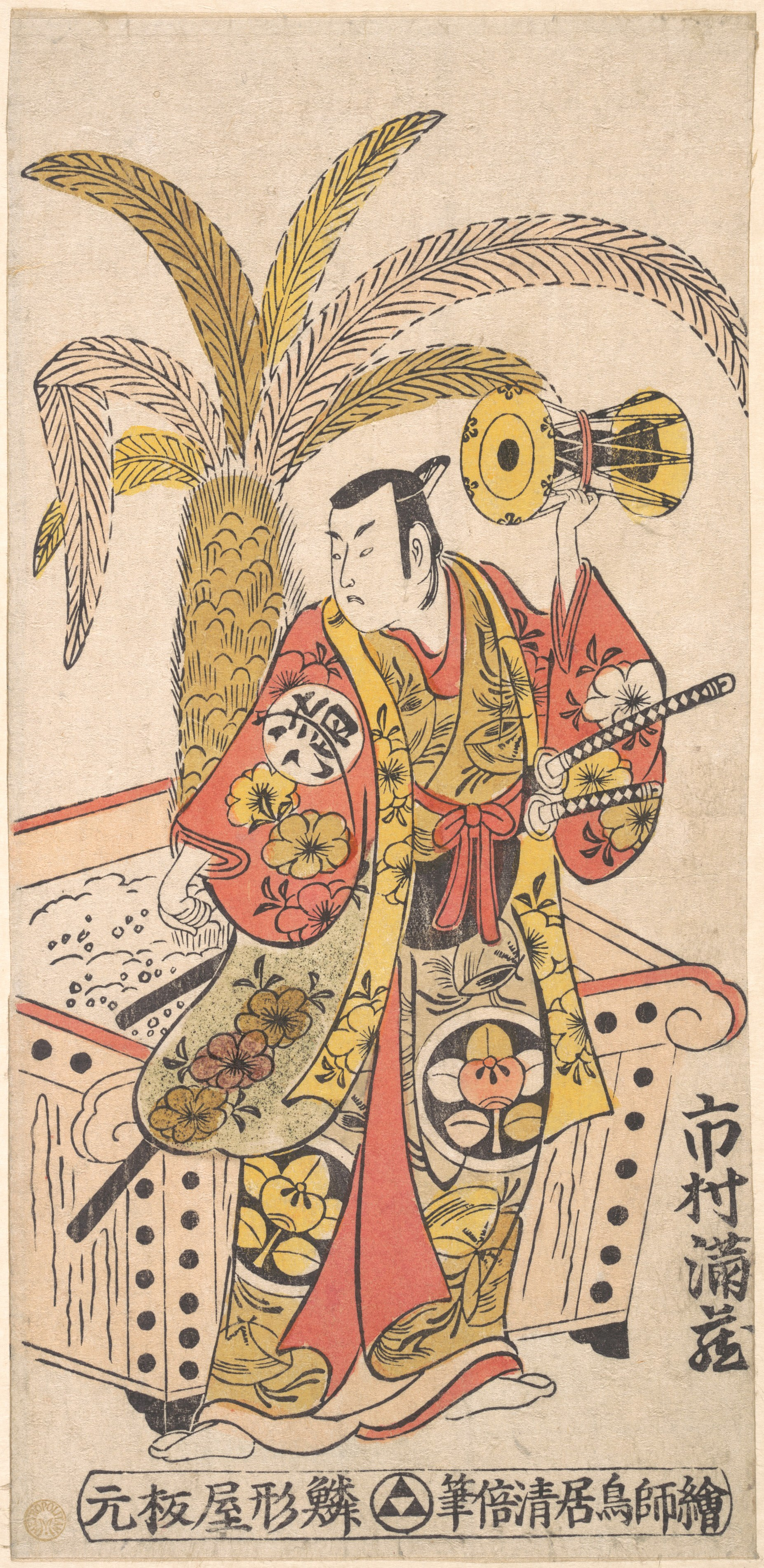
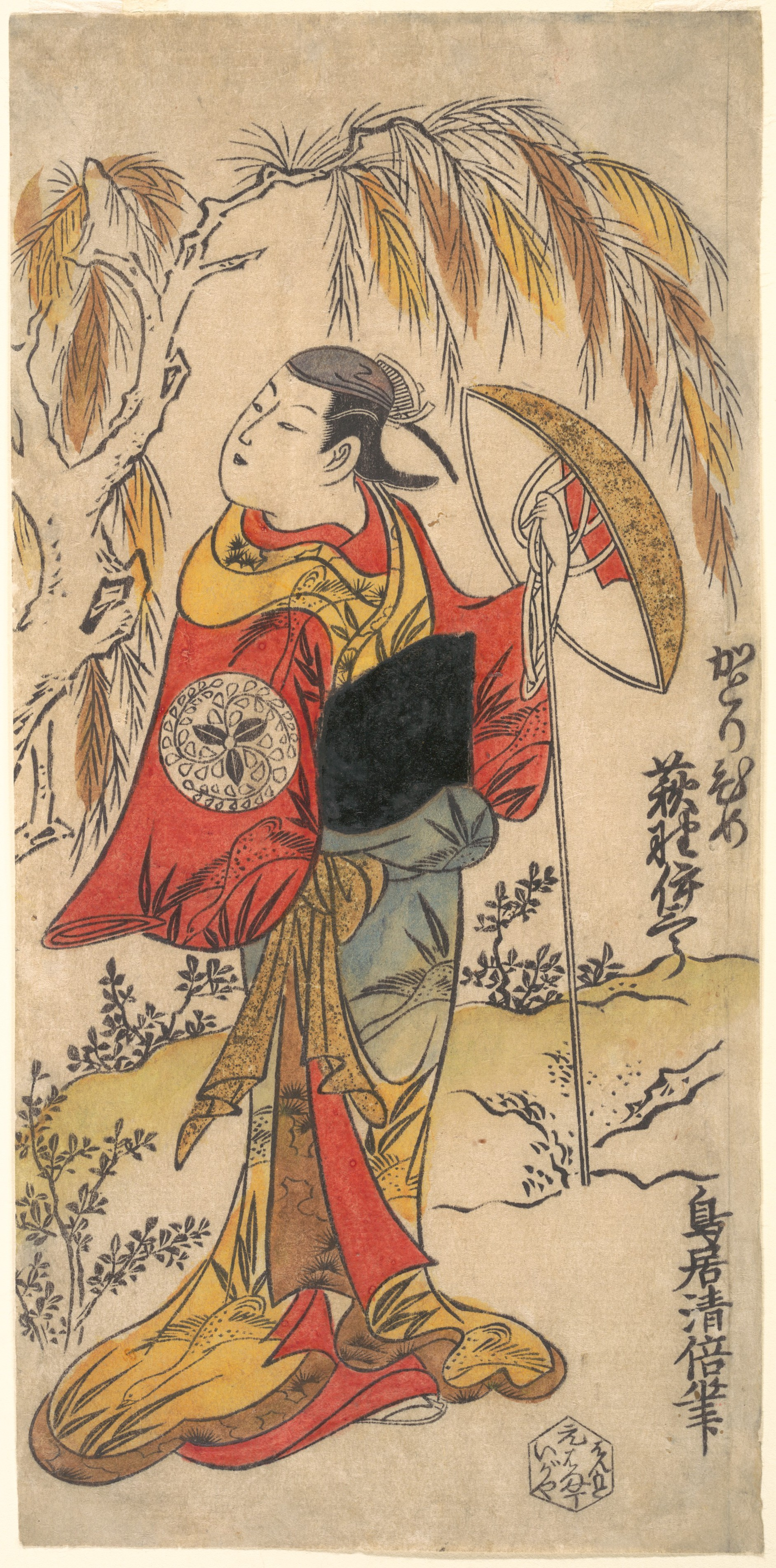
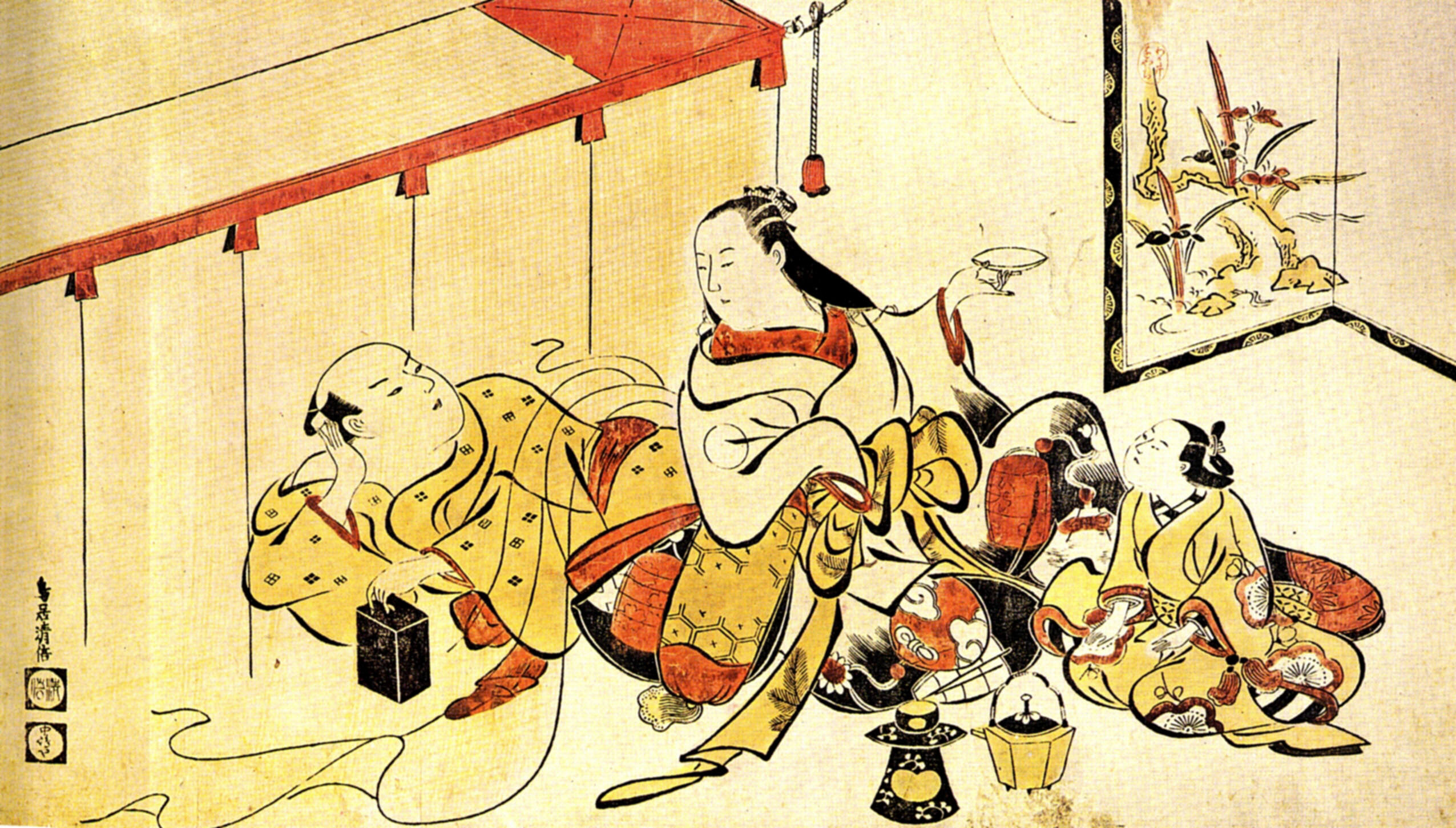
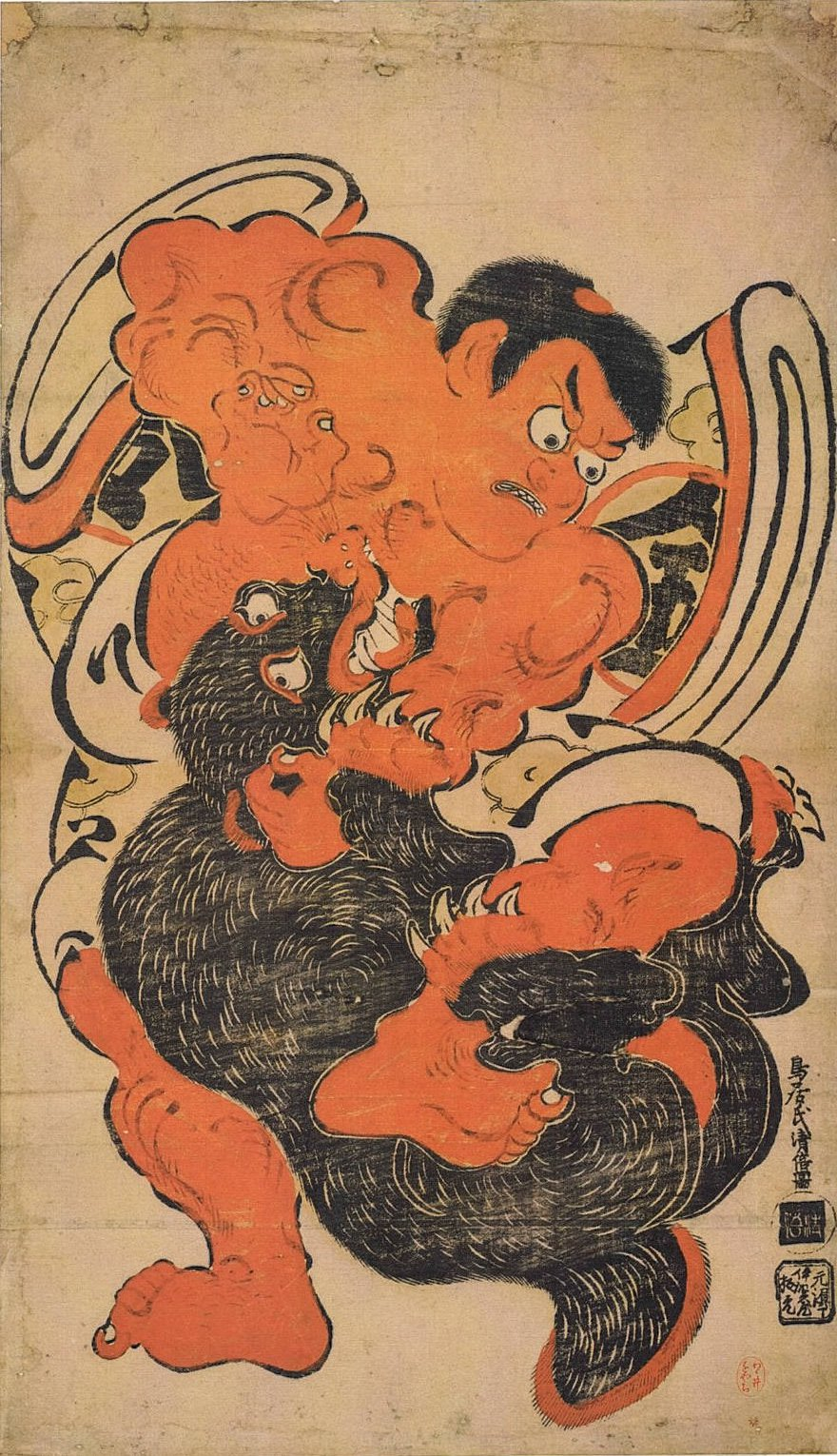

- [A 1]